# سما عبد الهادي
سما عبد الهادي ( 1990) هي دي جي ومنتجة موسيقية فلسطينية ،  تُعرف بلقب "ملكة مشهد التكنو الفلسطيني".

## حياتها
ولدت سما عبد الهادي في الأردن، لعائلة هُجِرت من فلسطين بعد أن نظمت جدتها، عصام عبد الهادي ، اعتصامًا وإضرابًا عن الطعام في كنيسة القيامة في القدس عام 1969. في عام 1993 سُمح للعائلة بالعودة إلى فلسطين، وكان مكان إقامتهم في رام الله. عندما كانت في الثالثة عشر من عمرها، خلال الانتفاضة الثانية ، استولى الاحتلال الإسرائيلي على مبنى شقتها، مما أجبر الأسرة على العيش على السطح لمدة ثلاثة أيام. لعبت سما مع المنتخب الفلسطيني لكرة القدم قبل أن تتسبب الإصابة في تقليص مسيرتها الكروية. 

## مسيرتها التعليمية والمهنية
أثناء دراستها لتصميم الصوت في بيروت ، تعرفت سما على موسيقى التكنو بعد الاستماع إلى مجموعة من أغاني الدي جي الياباني ساتوشي تومي . انتقلت إلى القاهرة للعمل كمهندسة صوت ، وبدأت العمل كـDJ في جميع أنحاء الشرق الأوسط العربي. في عام 2018 عادت إلى رام الله وكان أول عرض لها ضمن منصة Boiler Room العالمية في رام الله، لتصبح أول فنانة فلسطينية تظهر على هذه المنصة.
اعتُقلت سما في عام 2020 بعد إحيائها عرضاً موسيقياً في مقام النبي موسى، وقد وجهت تهمتين لسما وهما، تدنيس مكان ديني، مخالفة إجراءات الطوارئ لمنع انتشار كورونا. 
في عام 2022 كان من المقرر أن تقوم بالإشراف على جزء من معرض الموسيقى الفلسطينية ، لكن عدم الاستقرار السياسي تسبب في إلغاء المعرض. في عام 2023، أصدرت مجموعة موسيقية جديدة بعنوان، Resilience.